# Élections législatives italiennes de 1865
Les élections législatives italiennes de 1865 ont été tenues le 22 octobre (1er tour) et le 29 octobre 1865 (2d tour). Après ces élections, le 18 novembre 1865 a eu lieu la proclamation de la IXe législature du royaume d'Italie.

## Présentation
Les élections de 1865 se sont déroulées d'après la base de la loi électorale du royaume de Sardaigne en 1848, celle-ci accordée le droit de vote à tous les hommes de plus de 25 ans et alphabètes et payant un certain montant d'impôts et de taxes. Il y avait alors 504 263 personnes autorisées à voter sur les 23 millions italiens de l'époque. 
Ces élections législatives ouvriront la IXe législature du royaume d'Italie et les gouvernements successifs de La Marmora I, La Marmora  II et Ricasoli II.

## Partis et chefs de file
| Parti | Parti                     | Idéologie                   | Chef de file       |
| ----- | ------------------------- | --------------------------- | ------------------ |
|       | Droite historique         | Conservatisme, Monarchisme  | Alfonso La Marmora |
|       | Gauche historique         | Libéralisme, Centrisme      | Urbano Rattazzi    |
|       | Extrême gauche historique | Radicalisme, Républicanisme | Giuseppe Mazzini   |

## Résultats
Sur les 504 263 personnes pouvant voter, il a été comptabilisé 271 923 votants, c'est la Droite historique (dirigé par Alfonso La Marmora) qui remporta les élections.
|                             |                        |         |      |       |      |
| Parti                       | Parti                  | Votes   | %    | Seats | +/−  |
|                             | Droite historique      | 114 208 | 42.0 | 183   | −159 |
|                             | Gauche historique      | 98 708  | 36.3 | 156   | +94  |
|                             | Parti d'action         | 13 242  | 4.9  | 15    | +1   |
|                             | Indépendants           | 45 792  | 16.8 | 89    | –    |
|                             | Blancs et nuls         | 12 888  | –    | –     | –    |
| Total                       | Total                  | 271 923 | 100  | 443   | ±0   |
| Inscrits/Participation      | Inscrits/Participation | 504 263 | 53.9 | –     | –    |
| Source: Corriere della Sera |                        |         |      |       |      |

## Source
- (it) Cet article est partiellement ou en totalité issu de l’article de Wikipédia en italien intitulé « Elezioni politiche italiane del 1865 » (voir la liste des auteurs).